# 노동일
노동일(盧東一, 1948년 9월 21일 ~ )은 대한민국의 대학 교수이다.
1970년대 서울대학교 총학생회장 신분으로 노동 운동에 참여하였고, 1979년부터 2014년까지 경북대학교 정치외교학과 교수로 재직했다. 2006년부터 2010년까지 경북대학교 총장을 지냈다.

## 학력
- 1967년 경북고등학교 졸업
- 1972년 서울대학교 정치학과 학사
- 1978년 서울대학교 대학원 정치학과 석사
- 1989년 서울대학교 대학원 정치학과 박사과정 수료

## 경력
- 1970년 서울대학교 총학생회장
- 1976년 외교안보연구연 연구원
- 1979년 ~ 2014년 경북대학교 정치외교학과 교수
- 1992년 미국 하버드대학교 교환교수
- 1993년 8.12 보궐선거 민주자유당 대구 동구 을 국회의원 출마 낙선
- 1995년 대국경북정치학회 부회장
- 1998년 경북대학교 국제대학원 원장
- 2000년 경북대학교 정책정보대학원 원장
- 2006년 9월 ~ 2010년 9월 경북대학교 총장
- 경북대학교 명예교수
- 2015년 ~ 2019년 2월 : 제10,11대 사단법인 2·28민주운동기념사업회 회장

## 역대 선거 결과
| 실시년도 | 선거        | 대수 | 직책     | 선거구       | 정당       | 득표수   | 득표율         | 순위 | 당락 | 비고 |
| -------- | ----------- | ---- | -------- | ------------ | ---------- | -------- | -------------- | ---- | ---- | ---- |
| 1993년   | 8.12 재보선 | 14대 | 국회의원 | 대구 동구 을 | 민주자유당 | 18,224표 | \| \| 27.4% \| | 2위  | 낙선 |      |
|          | 27.4%       |      |          |              |            |          |                |      |      |      |